# کاتیج گروو (تنسی)
کاتیج گروو(به انگلیسی: Cottage Grove) شهری در ایالت تنسی کشور ایالات متحده آمریکا است که جمعیت آن در سرشماری سال ۲۰۱۰ میلادی، ۸۸ نفر بوده‌است.